# AR-15
AR-15 je platforma, vrsta konstrukcije za jurišne, i nekada, borbene puške koju je razvio, te izumio Eugene Stoner 1950-ih u SAD-u. Stil AR-15 danas prevladava u većini jurišnih pušaka, od kojih je prva bila Colt M16, kasnije kraći mobilniji karabin M4, zatim HK416, FN SCAR i mnogi drugi. Veliki je rival starijoj puški AK-47, koju je izmislio Mihajl Kalašnikov 1947. AR-15 napravljen je prvenstveno za kalibar .223 Remington, kasnije 5,56×45mm NATO. Osim u konfiguraciji ovog kalibra i u obliku jurišne puške, postoje i neke varijante borbenih pušaka većeg kalibra .308 Winchester (7,62×51mm NATO), kao što su HK417 i FN SCAR-H, također kao i snajper puške, KAC SR-25 i DPMS TAC20 itd. AR-15 je u početku dizajniran da koristi spremnike STANAG kapaciteta 20 metaka, kasnije je razvijen i STANAG i polimerni PMAG od 30, a nakon toga i spremnik tvrtke SureFire velikog kapaciteta 60 metaka. Dostupan je i, ne baš tako pouzdan, bubanjski spremnik Beta-C Mag od 100 metaka, najpoznatiji pod nadimkom u vojnom žargonu kao „Bikovi testisi“. Postoji više od stotinu varijanta AR-15, civilne, vojne, sportske itd. Prvi put ju je počeo proizvoditi ArmaLite, Inc. za Oružane snage SAD-a. Nakon ArmaLitea, AR-15 su počeli proizvoditi i Colt, FN Herstal, Remington, Bushmaster i mnogi drugi, od kojih je svaki imao nekakvu svoju inačicu sa svojim posebnim malim obilježjima.